# La Caravane de chansons
Pour plus de détails, voir Fiche technique et Distribution.
La Caravane de chansons (Carovana di canzoni) est un film italien réalisé par Sergio Corbucci, sorti en 1954.

## Fiche technique
- Titre français : La Caravane de chansons[1]
- Titre original : Carovana di canzoni
- Réalisation : Sergio Corbucci
- Scénario : Sergio Corbucci, Galeazzo Benti, Gianni Puccini et Piero Vivarelli
- Photographie : Vincenzo Seratrice
- Production : Giovanni Addessi
- Pays d'origine : Italie
- Format : Noir et blanc - Mono
- Date de sortie : 1954

## Distribution
- Achille Togliani : Achille Guidarini
- Elena Kleus : Dedda
- Arnaldo Martelli : Ray
- Mario Martiradonna : Ray
- Memmo Carotenuto : Concetto
- Galeazzo Benti : Mickey Spillone